# حسبان (خدا أفرين)
حسبان هي قرية في مقاطعة خدا أفرين، إيران. عدد سكان هذه القرية هو 67 في سنة 2006.